# (17085) 1999 JM16
(17085) 1999 JM16 est un astéroïde de la ceinture principale découvert en 1999.

## Description
(17085) 1999 JM16 a été découvert le 15 mai 1999 à l'observatoire de Kitt Peak, situé dans l'Arizona (États-Unis), par le projet Spacewatch de l’université de l'Arizona.

### Caractéristiques orbitales
L'orbite de cet astéroïde est caractérisée par un demi-grand axe de 2,35 UA, un périhélie de 2,03 UA, une excentricité de 0,14 et une inclinaison de 5,75° par rapport à l'écliptique. Du fait de ces caractéristiques, à savoir un demi-grand axe compris entre 2 et 3,2 UA et un périhélie supérieur à 1,666 UA, il est classé, selon la JPL Small-Body Database, comme objet de la ceinture principale.

### Caractéristiques physiques
(17085) 1999 JM16 a une magnitude absolue (H) de 14,7 et un albédo estimé à 0,203.